# 周必寬
周必寬，男，中華人民共和國武警少將，中共黨員   

## 生平
歷任第十四屆全國人大代表、武警某师政委、中國海警局北海分局政委。   

## 軍階晉升
周必寬在中國海警局任職期間，晉升武警少將